# Jolanta Piotrowska
Jolanta Piotrowska z domu Mikołajczyk (ur. 17 maja 1961 w Wydminach) – polska dziennikarka i działaczka samorządowa, od 2002 do 2014 burmistrz Giżycka, senator XI kadencji.

## Życiorys
Córka Wiesława i Janiny. Studiowała ekonomię na Uniwersytecie Gdańskim i dziennikarstwo w Warszawie. Była założycielką „Gazety Giżyckiej”, pełniła w niej funkcję redaktora naczelnego. Zorganizowała coroczną imprezę dla kobiet świata polityki i mediów „Eurosabat”.
W 2001 wstąpiła do Platformy Obywatelskiej – pełniła funkcję przewodniczącej PO w powiecie giżyckim. Z rekomendacji tej partii bezskutecznie kandydowała do Sejmu w 2001, 2007, 2011 i 2015 oraz do Senatu w 2019.
W drugiej turze wyborów w 2002 została wybrana na urząd burmistrza Giżycka z ramienia komitetu Razem. W 2006 i 2010 uzyskiwała reelekcję, startując z ramienia komitetu Razem Giżycko. W 2010 uzyskała mandat radnej sejmiku warmińsko-mazurskiego, którego nie objęła w związku z niepołączalnością z funkcją burmistrza. W 2014 nie została wybrana na kolejną kadencję (przegrała wybory w II turze). Nie została także wybrana do sejmiku. Mandat radnej województwa zdobyła natomiast w wyniku kolejnych wyborów w 2018.
W 2015 została prezesem Fundacji Ochrony Wielkich Jezior Mazurskich, funkcję tę pełniła przez trzy lata. W grudniu 2018 została powołana na członka zarządu województwa. W wyborach w 2023 ponownie była kandydatką na senatora. Startowała z ramienia Koalicji Obywatelskiej w okręgu nr 87. Została wybrana do wyższej izby polskiego parlamentu, otrzymując 78 072 głosy.

## Wyniki w wyborach ogólnopolskich
| Wybory | Komitet wyborczy   | Komitet wyborczy      | Organ            | Okręg | Wynik           |
| ------ | ------------------ | --------------------- | ---------------- | ----- | --------------- |
| 2001   |                    | Platforma Obywatelska | Sejm IV kadencji | nr 35 | 3100 (1,35%)    |
| 2007   | Sejm VI kadencji   | Platforma Obywatelska | 5519 (1,84%)     | nr 35 |                 |
| 2011   | Sejm VII kadencji  | Platforma Obywatelska | 5669 (2,18%)     | nr 35 |                 |
| 2015   | Sejm VIII kadencji | Platforma Obywatelska | 3515 (1,32%)     | nr 35 |                 |
| 2019   |                    | Koalicja Obywatelska  | Senat X kadencji | nr 87 | 59 595 (39,21%) |
| 2023   | Senat XI kadencji  | Koalicja Obywatelska  | 78 072 (43,25%)  | nr 87 |                 |